# Šedina (berg)
Šedina är ett berg i Tjeckien.   Det ligger i regionen Liberec, i den norra delen av landet, 50 km norr om huvudstaden Prag. Toppen på Šedina är 473 meter över havet, eller 115 meter över den omgivande terrängen. Bredden vid basen är 1,2 km.
Terrängen runt Šedina är huvudsakligen platt.Runt Šedina är det ganska tätbefolkat, med 62 invånare per kvadratkilometer. Närmaste större samhälle är Česká Lípa, 13,4 km norr om Šedina. I omgivningarna runt Šedina växer i huvudsak blandskog.